# Dengeki Comics
Dengeki Comics (電撃コミックス, Dengeki Komikkusu) é uma marca de distribuição de mangá, afiliada a ASCII Media Works (antigamente MediaWorks). Além da marca Dengeki Comics, os mangás que possuem poucos capítulos são lançados através da Dengeki Comics EX. Grande parte dos mangá publicados pela Dengeki Comics foram serializados na revista Dengeki Daioh.